# Tu Iglesia
Tu Iglesia es el nombre del álbum de estudio del cantante mexico-estadounidense de música cristiana Marcos Witt.
De este álbum, se desprenden algunos sencillos como «Tu Iglesia», «Hay un nombre», entre otros. En este álbum, están incluidas las participaciones de Steven Richards, Sarai Rivera, el dúo Harold y Elena, y sus hijos Krystal y Marcos, por mencionar algunos.

## Antecedentes
En 2022, Marcos Witt presentó un EP de tres canciones, primera parte de lo que sería el álbum “Tu iglesia“, que reuniría temas interpretados en los conciertos de su gira “América Ora y Adora“ en diferentes congregaciones en alrededor de sesenta ciudades de los Estados Unidos. A estas noches de intercesión, se sumaron artistas como Harold y Elena, Sarai Rivera, Ale Fdz y Steven Richards.
Este EP contuvo tres canciones: “Tu iglesia“, sencillo principal del álbum en el que participa Steven Richards, quien además compuso la canción junto a Lluvia Richards; “A una voz“, en la que colabora el joven intérprete Ale Fdz, y “Bendice alma mía“, tema en el que Marcos Witt canta junto a Sarai Rivera. Participaron en la producción Steven Richards, el propio Marcos Witt, Danny Ventura y Emmanuel Espinosa.
Los tres sencillos de este primer lanzamiento tienen la particularidad de haber sido interpretados primeramente en vivo, siendo temas que hasta el momento solo se han escuchado como parte de los conciertos de la gira, en la que además se han compartido con pastores y líderes herramientas prácticas para el desarrollo de sus ministerios.
Posteriormente se lanzó el sencillo Santo Espíritu en el que también colabora el intérprete costarricense Ale Fdz.
Otro de los elementos a destacar de este nuevo lanzamiento es la participación de la familia Guerra Witt, compuesta por el dúo Harold y Elena, y sus hijos Krystal y Marcos en el tema Hemos venido a buscarte / Yo te busco. El dúo colabora también en la interpretación de la canción titulada Tu presencia bastará, mientras que la nueva versión del tema Dios imparable —originalmente lanzado en la producción «Jesús salva» (2017) participan David Hernández y Sarai Rivera. Con la excepción de  esta canción, los temas tienen la particularidad de haber sido  interpretados primeramente en vivo, siendo canciones que hasta el momento solo se han escuchado en los conciertos del tour.
De acuerdo con Marcos Witt, esta es una producción concebida en la iglesia y para la iglesia, pues él y su esposa están convencidos de que «al fortalecer la iglesia local veremos un avivamiento global».

## Lista de canciones
1. Tu Iglesia (feat. Steven Richards)
2. Bendice Alma Mía (feat. Sarai Rivera)
3. A Una Voz (feat. Ale Fdz)
4. Santo Espíritu (feat. Ale Fdz)
5. Intro (Tu Presencia Bastará)
6. Hemos Venido A Buscarte/Yo Te Busco (feat. Krystal, Harold Y Elena)
7. El Siempre Reina (feat. Sarai Rivera)
8. Hay Un Nombre
9. Tu Presencia Bastará (feat. Harold y Elena)
10. Dios Imparable (feat. Sarai Rivera, David Hernández)

## Premios y reconocimientos
El álbum estuvo nominado en la categoría "Mejor álbum cristiano" de 2024, en los Premios Grammy Latinos. A su vez, se alzó con la categoría "Mejor álbum masculino" en los Premios Arpa de 2024.